# 科特崖
72°28′S 170°18′E / 72.467°S 170.300°E
科特崖（英語：Cotter Cliffs），是南極洲的山崖，位於維多利亞地的博克格雷溫克海岸，處於哈勒特半島，海拔高度1,500米，該山崖現時由南極條約體系管理。